# Francisco Aranda Millán
Francisco Aranda y Millán (Villarroya de la Sierra, Zaragoza, 14 de octubre de 1881-Pedrola, Zaragoza, 20 de julio de 1937) fue un catedrático, médico, zoólogo y político español, Gobernador civil de Badajoz en 1931 . Fue fusilado por las fuerzas sublevadas durante la Guerra civil.

## Biografía

### Infancia y vida profesional
Segundo de tres hermanos, miembro de una familia de acomodados campesinos, cursó los estudios de bachillerato en Tudela. Ingresó primero en la Facultad de Medicina de la Universidad de Zaragoza y, sin abandonar dichos estudios, un año más tarde (1902) se matriculó en Ciencias Naturales en la Universidad Central de Madrid. Tras realizar uno de los cursos en la Universidad de Granada, se licenciara de Ciencias Naturales en 1906 y en Medicina y Cirugía en 1910.
Durante la realización de los cursos de doctorado en Madrid entró en contacto con la Junta de Ampliación de Estudios, que le financió y que estaba dando un impulso al Museo Nacional de Ciencias Naturales donde realizaba su trabajo. Allí conoció a Eduardo Hernández Pacheco que organizaba por entonces una expedición científica a Canarias. Su encuentro con la biología marina de la zona le permitió escribir sus primeros artículos científicos. Realizó la tesis doctoral sobre la fauna marina mediterránea, bajo el título de Contribución al conocimiento de los equinodermos de España y en especial de los holoturioideos.
En 1908 se incorporó como auxiliar interino a la Universidad de Granada, para ocupar un puesto similar al año siguiente en la de Zaragoza. En 1912 obtuvo la plaza de catedrático por oposición. En esta época ingresa en la Logia masónica "Constancia 348" que abandonará poco después, para reincorporarse a la logia "Constancia 16" ya en 1933. 
En 1916 y 1917 marchó a Suiza (Ginebra, Neuchâtel y Zúrich) con una beca de la Junta de Ampliación de Estudios, y en donde realizó diversas investigaciones sobre los silúridos. Allí conoció y trabó amistad con quien sería más tarde Ministro de Asuntos Exteriores en la Segunda República, Julio Álvarez del Vayo.
En 1918 fue a Lituénigo a auxiliar desinteresadamente en la pandemia de gripe española, ya que este pueblo no tenía médico, este hecho le hizo que se le Otorgara la Cruz de primera clase de la orden civil de Beneficencia en 1920.
Con los años siguió ampliando su formación también en medicina, (París y Burdeos), y en nombre de la Universidad de Zaragoza, donde seguía trabajando, viajó a Cuba y Portugal. En sus investigaciones por España, llegó a descubrir una nueva especie de insecto: Dorcadion arandae Schramm.
De sus esfuerzos para modernizar los estudios universitarios en ciencias, destacó su labor para la recuperación del Jardín Botánico de Zaragoza y la gran cantidad de material que aportó al Museo de Ciencias Naturales de la Universidad.

### Vida política
Sus ideas liberales y el compromiso con el republicanismo le permitieron ser nombrado gobernador civil de Badajoz por Niceto Alcalá Zamora dos días después de proclamarse la Segunda República, el 16 de abril de 1931, aunque dimitió dos meses después, regresando a sus clases universitarias.

### Muerte
Durante una estancia en Noruega se produjo el golpe de Estado que inició a la Guerra Civil. Aranda regresó a España por Roncesvalles, pero al llegar a Zaragoza, el rector se había adherido a los sublevados, junto a otros profesores universitarios; fue amenazado de muerte y trató de huir a Francia. De camino a Haro con su familia fue detenido e ingresó en la prisión de Torrero. Se le formularon cargos por masón, ser «de pésima moralidad en clase, en la que ha atacado a Dios y a la Religión Católica» y «peligroso en sus enseñanzas, muy exaltado; de conducta profesional censurable». A pesar de su pliego de descargo, del que destacó su defensa de los edificios religiosos durante las revueltas en Badajoz, fue separado del servicio el 7 de mayo de 1937. El 20 de julio, junto a otros muchos presos, fue sacado de la prisión y fusilado en Pedrola.